# Le Oceanidi
Le Oceanidi (Titolo finlandese: Aallottaret, che significa Ninfe delle onde o Spiriti delle onde; titolo originale del lavoro Rondeau der Wellen; in inglese, Rondo of the Waves), Op. 73, è un poema sinfonico per orchestra a singolo movimento scritto nel 1913–1914 dal compositore finlandese Jean Sibelius.

## Storia
Il pezzo, che si riferisce alle ninfe della mitologia greca che abitavano il Mar Mediterraneo, fu presentato il 4 giugno 1914 al Norfolk Music Festival nel Connecticut sotto la direzione di Sibelius. Lodato alla première come "la più bella evocazione del mare ... mai ... prodotta in musica", il poema sinfonico, in re maggiore, è composto da due temi, che si dice rappresentino rispettivamente l'attività ludica delle ninfe e la maestosità dell'oceano. Sibelius sviluppa gradualmente questo materiale in tre fasi informali: prima, un placido oceano; seconda, l'avvicinarsi di una tempesta; e terza, un fragoroso culmine dell'impatto delle onde. Mentre la tempesta si attenua, risuona un accordo finale, che simboleggia la grande potenza e la sconfinata distesa del mare.
Stilisticamente molti commentatori hanno descritto Le Oceanidi come un chiaro esempio di impressionismo o comunque derivato in qualche modo da quel movimento artistico. Altri hanno ribattuto che lo sviluppo attivo di Sibelius dei due temi, il suo uso parsimonioso delle scale preferite dagli impressionisti e il suo dare la priorità ad azione e struttura piuttosto che ad uno sfondo effimero e atmosferico, distinguono il pezzo da esempi per eccellenza, come La Mer di Debussy.
A parte il poema sinfonico definitivo in re maggiore, sopravvivono due versioni intermedie di Le Oceanidi: la prima, una suite orchestrale in tre movimenti, in mi bem. magg., che risale al 1913 (il movimento n. 1 perso) e la seconda, l'iniziale versione a movimento singolo "Yale" del poema sinfonico, in re bem. magg., che Sibelius spedì in America prima del suo viaggio, ma rivisto prima del festival musicale. Le Oceanidi si affianca quindi a En saga, Lemminkäinen Suite, il Concerto per violino e la Quinta Sinfonia come una delle opere più revisionate di Sibelius. La suite e la versione di Yale, mai eseguite durante la vita del compositore, hanno avuto la loro anteprima mondiale dirette da Osmo Vänskä e la Lahti Symphony Orchestra il 10 settembre e il 24 ottobre 2002, rispettivamente. Una esecuzione tipica della versione finale dura circa 10 minuti, circa 3 minuti in più rispetto alla precedente di Yale.

## Storia del processo creativo

### Composizione

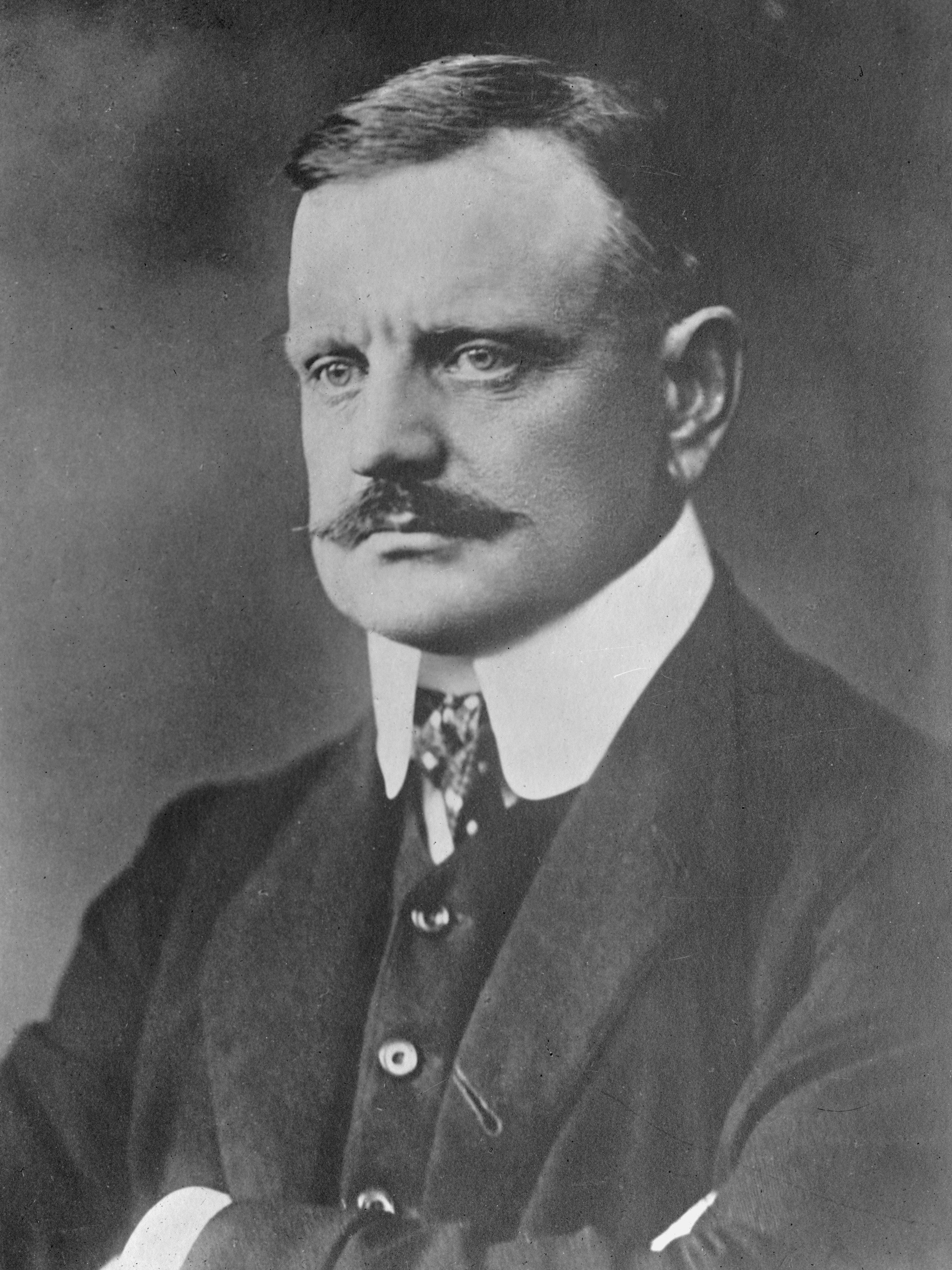
Sibelius nel 1913, all'epoca in cui iniziò la composizione de Le Oceanidi

Nell'agosto del 1913 Sibelius ricevette un messaggio da Horatio Parker, compositore americano e professore della Yale University: un mecenate delle arti della Nuova Inghilterra, Carl Stoeckel (1858-1925) e sua moglie Ellen Stoeckel, nata Battell (1851-1939), aveva autorizzato $1.000 per la commissione di un nuovo poema sinfonico di Sibelius, su raccomandazione di Parker. Il brano, che non doveva superare i quindici minuti di lunghezza, doveva essere suonato al Norfolk Music Festival del 1914, nel Connecticut, che gli Stoeckels ospitavano ogni anno (e finanziavano) nella loro tenuta in una sala da concerto in legno chiamata "The Music Shed". Nonostante il suo perenne dibattersi con un'altra commissione, le musiche di scena per la pantomima tragica di Poul Knudsen Scaramouche, Sibelius accettò infine l'offerta di Stoeckel, scrivendo nel suo diario "Un poema sinfonico, pronto per aprile".

#### Versione iniziale e intermedia
All'inizio di settembre arrivò un'altra lettera di Parker in cui si diceva che Stockel desiderava provvedere al compenso per il copista per la stesura delle parti orchestrali in Finlandia. Mentre il 1913 volgeva al termine, Sibelius non aveva fatto molti progressi nella commissione americana, avendo trascorso l'intero autunno su altri pezzi e revisioni. Seguì un viaggio a Berlino nel gennaio 1914 e il diario e la corrispondenza di Sibelius indicano che la commissione di Stoeckel era in prima linea nella sua mente; un piano iniziale per ambientare il poema di Rydberg Fantasos and Sulamit fu successivamente scartato. La sua permanenza a Berlino non fu produttiva e a metà febbraio tornò a Helsinki ("A disagio a causa della cosa americana [la commissione Norfolk]. Presumibilmente devo tornare a casa nella mia cella per poter concentrarmi").
Oggi sopravvivono tre versioni dell'opera. Inizialmente nel 1913, Sibelius concepì la commissione come una suite a tre movimenti per orchestra in mi bemolle maggiore, di cui esistono solo il n. 2 (Tempo moderato) e il n. 3 (Allegro). Ad un certo punto nel 1913–14, Sibelius decise di rielaborare il materiale tematico dell'Allegro, molto un "work in progress", in un poema sinfonico a movimento singolo; il contenuto musicale del Tempo moderato si farà strada nel brano per pianoforte Till trånaden (Per brama), JS 202. Nel fare il passaggio dalla suite al poema sinfonico, Sibelius traspone il materiale da mi bemolle a re bem. magg.; introdusse inoltre nuove idee musicali, come il motivo tipo dondolio delle onde negli archi e nei legni e ha ampliò l'orchestrazione.

#### Versione finale

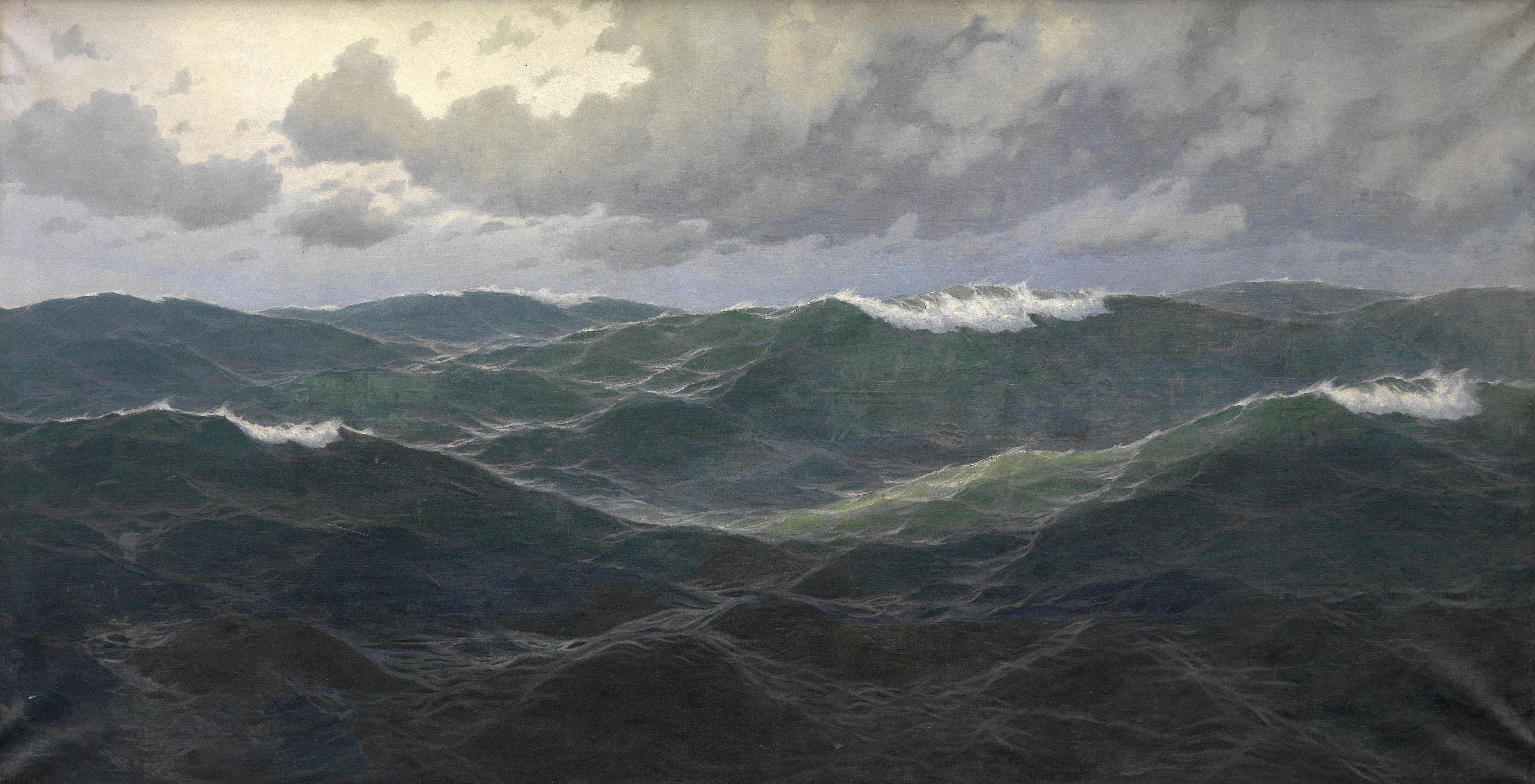
Großes Marinestück di Max Jensen (c.1880), che raffigura un mare in tempesta che ricorda quello che Sibelius crea musicalmente in Le Oceanidi

Nell'aprile del 1914 Sibelius spedì la partitura e le parti negli Stati Uniti, chiamando il brano Rondeau der Wellen (questa versione intermedia del poema sinfonico viene comunemente definita la versione "Yale"). Il 12 e 20 aprile 1914 Parker scrisse per conto di Stoeckel, espandendo l'accordo iniziale: lo sponsor americano di Sibelius ora desiderava che viaggiasse e dirigesse un programma della sua musica al festival di Norfolk; come compenso Sibelius avrebbe ricevuto $1.200, oltre a un dottorato onorario in musica presso la Yale University. Anche se aveva già inviato il manoscritto a Norfolk, Sibelius non era soddisfatto della partitura e iniziò immediatamente a rivedere il pezzo, optando infine per una revisione completa ("Non è proprio da me rielaborare il poema sinfonico, al momento ne sono infiammato"). Sebbene Sibelius fosse incline a rivedere le sue composizioni, di solito tale sforzo veniva intrapreso quando si preparava un pezzo per la pubblicazione o dopo averlo ascoltato per la prima volta in concerto. Rispetto alla versione di Yale, è possibile che l'invito a partecipare di persona al festival musicale abbia spinto Sibelius a "rivalutare" il poema sinfonico con un occhio più critico.
Le differenze tra la prima versione e quella finale del poema sinfonico sono sostanziali; Sibelius non solo traspose nuovamente il brano in re maggiore, ma aggiunse anche il punto culminante dell'infrangersi dell'onda. Nonostante questi cambiamenti, l'orchestrazione è più o meno la stessa, con l'aggiunta di una tromba. Con l'avvicinarsi del viaggio in America, Sibelius corse per completare le revisioni in tempo. Aino Sibelius, la moglie del compositore, racconta le scene ad Ainola:
Sibelius continuò ad apportare modifiche alla versione finale del poema sinfonico mentre navigava attraverso l'Oceano Atlantico a bordo della nave a vapore SS Kaiser Wilhelm II e anche durante le prove a Norfolk, ma questi cambiamenti dell'ultimo minuto, sostiene Andrew Barnett, devono essere stati relativamente "minori", perché le parti orchestrali erano state copiate prima della sua partenza dalla Finlandia. Sibelius era felice del nuovo pezzo, scrivendo ad Aino: "È come se mi fossi ritrovato, e anche di più. La Quarta Sinfonia è stata l'inizio. Ma in questo pezzo c'è molto di più. Ci sono passaggi che mi fanno impazzire. Quale poesia". Né la suite né la versione di Yale del poema sinfonico furono eseguite durante la vita di Sibelius, ricevendo le loro anteprime mondiali sotto Osmo Vänskä e la Lahti Symphony Orchestra il 19 settembre e il 24 ottobre 2002, rispettivamente.

#### Titolo del pezzo
Sembra che Sibelius abbia vacillato sul titolo del nuovo poema sinfonico. Entro il 3 aprile 1914 aveva abbandonato Rondeau der Wellen a favore di Aallottaret. Il 29 aprile scrisse a Parker per sostenere il titolo originale ("Herr Doctor, ora mi devi perdonare per aver eseguito il nuovo poema sinfonico nella sua versione finale con il titolo originale Rondeau der Wellen. La versione di Aallottaret che ti ho inviato può rimanere per Mr. Stoeckel "). Anche questa posizione si rivelò fugace. Alla fine di maggio Sibelius si era deciso per Aallottaret, ed il poema sinfonico apparve sotto questo titolo, anche se errato, nel programma del Norfolk Festival del 4 giugno: "Aalottaret [sic] —Tone Poem (Nymphs of the Ocean)". In preparazione della pubblicazione del lavoro da parte di Breitkopf & Härtel nel giugno del 1915, Sibelius incluse insieme al titolo finlandese Aallottaret, una traduzione tedesca "esplicativa", Die Okeaniden (in inglese: The Oceanides - Le Oceanidi). Il pezzo fu pubblicato come Op. 73 e dedicato a Mr. e Mrs. Carl Stoeckel.

### Esecuzioni

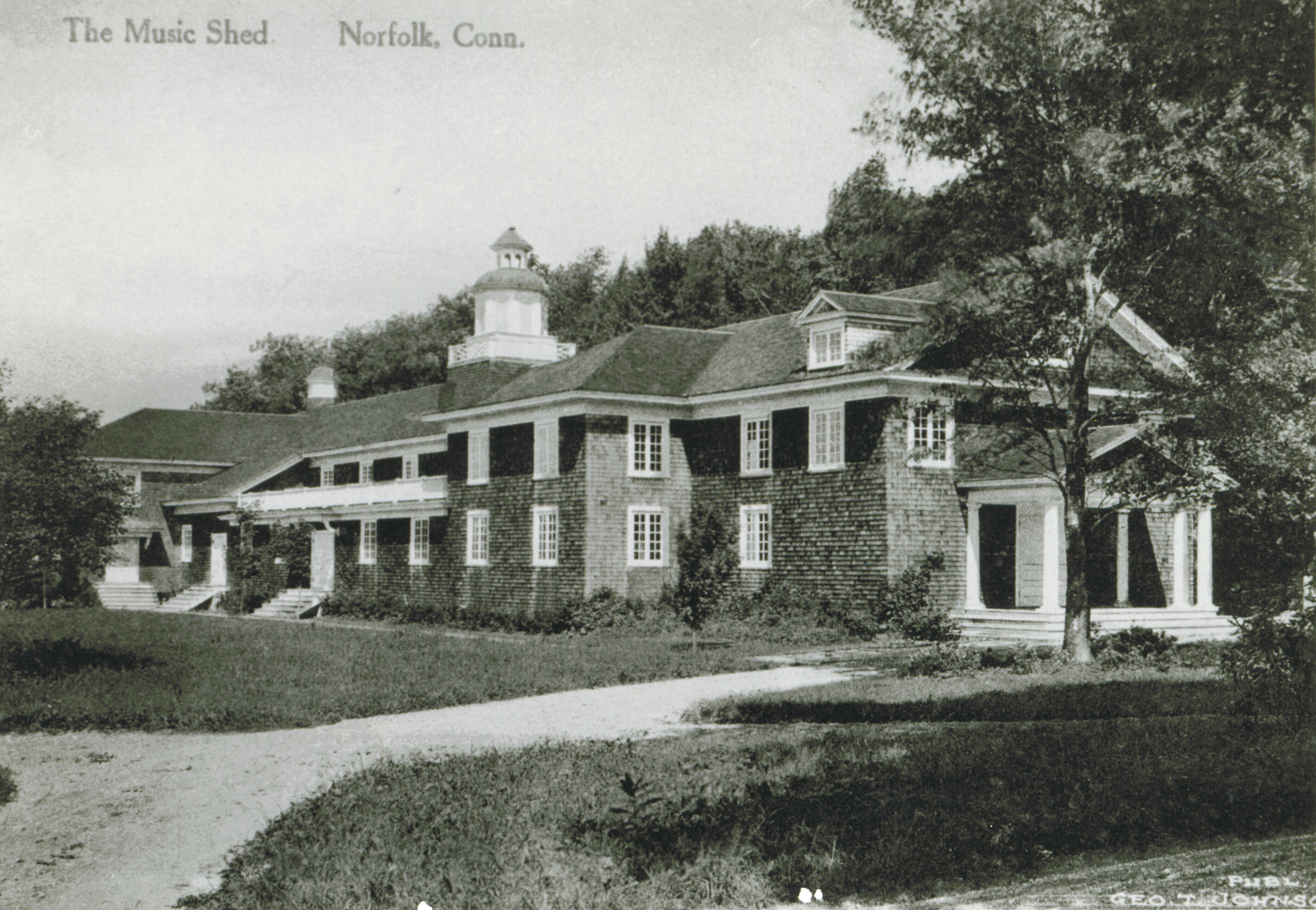
Cartolina del Music Shed (1920 circa), il luogo in cui Sibelius presentò per la prima volta Le Oceanidi nel 1914

#### Première americana
Il poema sinfonico fu presentato il 4 giugno 1914 nella sala da concerto "The Shed" del Norfolk Music Festival, sotto la direzione dello stesso Sibelius su un podio decorato con i colori nazionali americani e finlandesi. L'orchestra, che Sibelius elogiò come: "meravigliosa ... supera qualsiasi cosa abbiamo in Europa", comprendeva musicisti provenienti da tre delle migliori società musicali americane: la New York Philharmonic, la Metropolitan Opera Orchestra e la Boston Symphony Orchestra. Le Oceanidi era diverso da qualsiasi altra cosa i musicisti avessero precedentemente incontrato. "Penso che all'inizio non abbiano capito del tutto, da quello che hanno detto", ricordava Stoeckel. "La mattina dopo, dopo averlo esaminato tre volte, ne furono completamente entusiasti e osservarono che la bellezza della musica cresceva ad ogni prova". Il pubblico del festival manifestò una grande approvazione per il nuovo pezzo, che concludeva un concerto di musica di Sibelius comprendente: Pohjola's Daughter, King Christian II Suite, Il cigno di Tuonela, Finlandia e Valse triste. Stoeckel racconta gli eventi del 4 giugno:
Alla conclusione della seconda metà del programma (che comprendeva la Nona sinfonia di Dvořák, la rapsodia From the Prairie di Coleridge-Taylor e l'ouverture all'opera Le Fate di Wagner), l'orchestra eseguì l'inno nazionale finlandese, Vårt Land.

#### Première europea

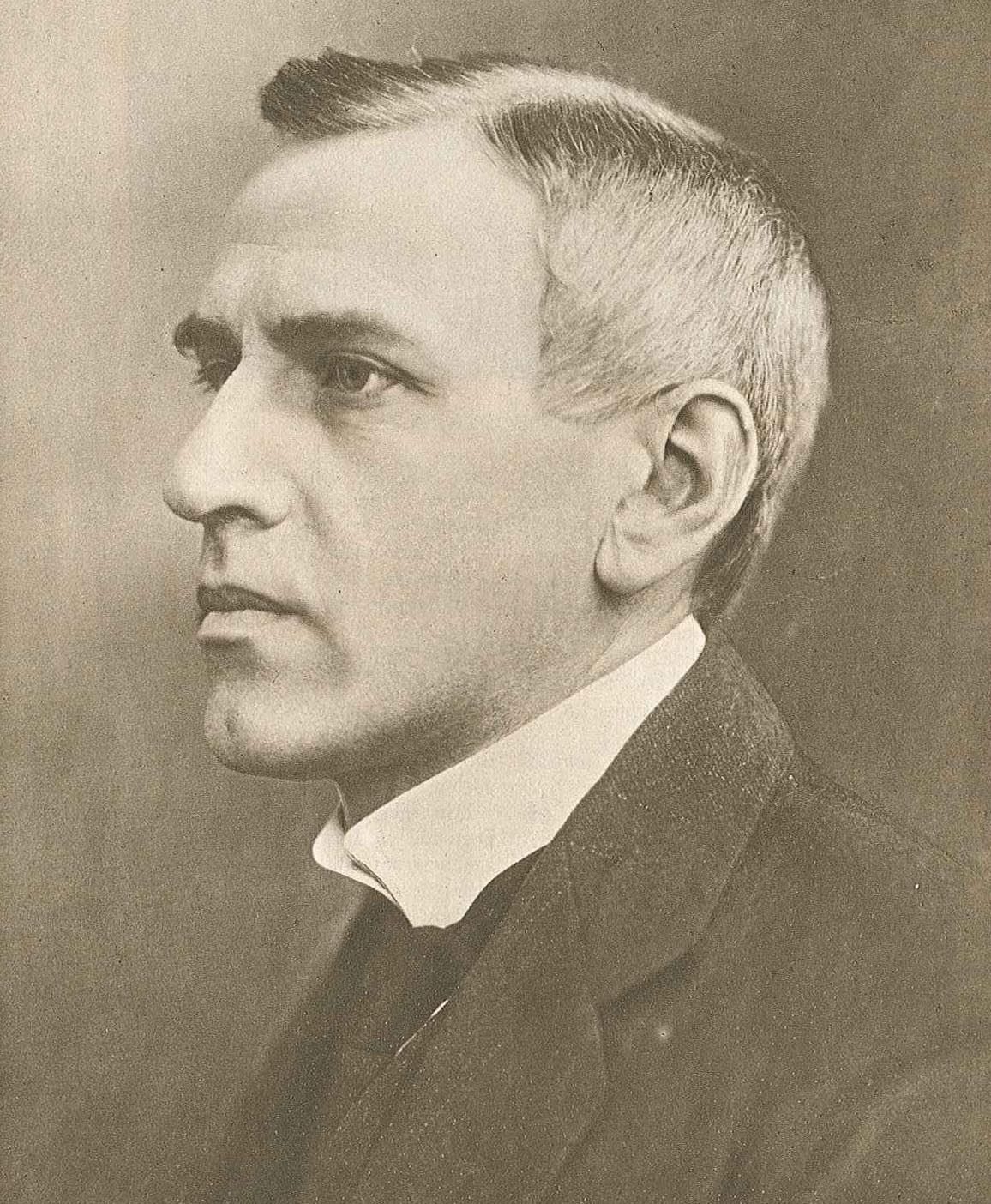
Il compositore svedese, Wilhelm Stenhammar (c.1916), un amico di Sibelius che fu l'uomo chiave per garantire la prima europea de Le Oceanidi a Göteborg

Con lo scoppio della prima guerra mondiale il 28 luglio 1914, Le Oceanidi languì. Dato che la politica del tempo di guerra era quella che era, la musica di Sibelius veniva raramente suonata al di fuori dei paesi nordici e degli Stati Uniti: in Germania c'era poca richiesta della musica di un "nemico della nazione", mentre in Russia i finlandesi erano visti come "meno che fedeli soggetti dello zar". In ogni caso, molte delle opere di Sibelius erano state stampate da case editrici tedesche, un dettaglio che danneggiò la reputazione di Sibelius non solo in Russia, ma anche in Gran Bretagna e negli Stati Uniti. Secondo Tawaststjerna la guerra fece precipitare Sibelius in uno stato di malinconia e fatica creativa (la quinta e la sesta sinfonia erano in gestazione simultanea in quel momento). La sua risposta fu di ritirarsi in solitudine: si asteneva dal partecipare e dare concerti e trascurava la sua cerchia di amici e si immaginava "dimenticato e ignorato, un faro di luce solitario in una profonda oscurità invernale".
Non era facile smuovere facilmente Sibelius dal suo esilio; l'amico e collega compositore Wilhelm Stenhammar, allora direttore artistico e direttore principale dell'Orchestra Sinfonica di Göteborg, scrisse ripetutamente a Sibelius per convincerlo a dirigere un concerto delle sue opere a Göteborg. Credendosi obbligato a presentare in anteprima un "grande lavoro" in Svezia, come una sinfonia, Sibelius, con disappunto di Stenhammar, ritardava ogni viaggio programmato. Alla fine rinunciò ai concerti programmati per il marzo 1914, scrivendo a Stenhammar, "La mia coscienza mi costringe a questo. Ma quando avrò alcuni nuovi lavori pronti l'anno prossimo, come spero, mi darebbe grande gioia esibirli a Göteborg". Furono fatti nuovi accordi per il febbraio 1915, ma Sibelius annullò anche questi nel dicembre 1914. Alla fine prevalse l'infaticabile Stenhammar e furono fissati nuovi concerti per marzo 1915 ("Vedo ancora una volta la tua grande simpatia per la mia musica. Verrò!").
Gli sforzi di Stenhammar furono premiati con la prima europea di Le Oceanidi. Per Sibelius fu l'occasione per essere di nuovo un "artista in tournée", alimentando l'energia e le "ovazioni entusiaste" del pubblico (erano passati nove mesi dai concerti di Norfolk, che ora sembravano un lontano ricordo). Il primo concerto, il 22 marzo, prevedeva la Seconda Sinfonia, Scènes historiques II e due movimenti di Swanwhite prima di concludersi con Le Oceanidi. Secondo il diario di Sibelius, l'esibizione fu un "grande successo", con Stenhammar "affascinato" in particolare dal numero finale. Il programma del 24 marzo mantenne Le Oceanidi, ma lo associò a Scènes historiques I, il Notturno della King Christian II Suite, un movimento di Rakastava, Lemminkäinen's Return e la Quarta Sinfonia. Sibelius fu molto contento della gestione dell'orchestra de Le Oceanidi, definendo la sua esecuzione "meravigliosa". Continua nel suo diario che "Dopo il numero finale [Le Oceanidi] c'è stato un torrente assordante di applausi, calpestio di piedi, grida di bravo, una standing ovation e fanfare dall'orchestra".

#### Altre esecuzioni importanti
La prima finlandese de Le Oceanidi ebbe luogo in occasione della celebrazione del cinquantesimo compleanno di Sibelius l'8 dicembre 1915 nella Sala Grande dell'Università di Helsinki, con Sibelius alla guida della Helsinki Philharmonic Orchestra. Il programma, aperto da Le Oceanidi, includeva anche le due Serenate per violino e orchestra (Op. 69, Richard Burgin era il solista) e, soprattutto, la prima mondiale della Quinta Sinfonia, all'epoca ancora in quattro movimenti. Il programma per il compleanno fu ben accolto e Sibelius lo ripeté due volte, una volta al Teatro Nazionale Finlandese il 12 dicembre e poi di nuovo all'Università di Helsinki il 18 dicembre. Le celebrazioni continuarono nel nuovo anno, con Sibelius che diresse Le Oceanidi in un concerto a Folketshus in Finlandia il 9 gennaio 1916. Il poema sinfonico fu ripreso anche in primavera dal cognato di Sibelius, Armas Järnefelt, che diresse l'orchestra della Stockholm Opera Orchestra. Robert Kajanus in seguito seguì con un'esecuzione de Le Oceanidi nel febbraio del 1917.

## Analisi musicale

### Orchestrazione
Le Oceanidi è orchestrato per i seguenti strumenti:
- Strumenti a fiato: ottavino, 2 flauti, 2 oboi, corno inglese, 2 clarinetti (in si bem.), clarinetto basso (in si bem.), 2 fagotti, controfagotto
- Ottoni: 4 corni (in fa), 3 trombe (in si bem.), 3 tromboni
- Percussioni: 2 timpani, triangolo, glockenspiel ("stahlstäbe")
- Archi: violini, viole, violoncelli, contrabbassi, 2 arpe

### Struttura
La struttura è quella di un poema sinfonico a singolo movimento composto da due temi principali, A e B. La sezione A "vivace" (in doppio metro), introdotta per la prima volta dai flauti all'inizio del brano, può essere definita come l'attività ludica delle ninfe:
Audio playback is not supported in your browser. You can download the audio file.
Poco dopo, l'oboe solista e il clarinetto, con l'appoggio dei glissandi dell'arpa e dagli archi, introducono la "maestosa" sezione B (in triplo metro), che ricorda la profondità e l'estensione dell'oceano e forse, almeno secondo Tawaststjerna, "il Dio del mare stesso":
Audio playback is not supported in your browser. You can download the audio file.
Sibelius espande e approfondisce gradualmente i due temi, costruendo un enorme, quasi onomatopeico, momento culminante dello schianto dell'onda, che Daniel Grimley ha definito come un "punto di saturazione strutturale, dinamica e cromatica". Formalmente definito da Tawaststjerna, il poema sinfonico procede strutturalmente come segue:
- A (re maggiore)
- B (modulante, che termina nell'area di re minore-fa maggiore)
- A1 (fa maggiore; A ritorna, ma "i venti iniziano a raccogliere forza")
- B1 (che termina in mi bem. magg.-sol bem. magg .; B ritorna e "avvicina la tempesta")
- C (modulando e terminando sul pedale in la, che diventa la dominante di re maggiore; serve come sviluppo utilizzando materiale sia da A che da B; "Le Oceanidi sono sommerse" dalla tempesta e dal rigonfiamento delle onde del mare)
- A2 (re maggiore intermedio; la tempesta finisce e ritorna il tema delle Oceanidi)
- Coda (l'accordo finale dimostra "l'immutabilità e la vastità delle acque oceaniche in cui le stesse Oceanidi non si avventurano")

Grimley interpreta il brano come un progresso attraverso "una serie di tre cicli generativi simili a onde", forse meglio descritto come un placido oceano (A-B), l'arrivo della tempesta (A1-B1) e il punto culminante dello schianto dell'onda (C-A). David Hurwitz vede la struttura dell'opera in modo simile a Tawaststjerna, anche se A-B-A-B-Coda(B-A), che egli definisce "forma-sonata senza sviluppo", mentre Robert Layton considera Le Oceanidi "qualcosa ... come un rondò libero", per la continua ricomparsa del tema del flauto di apertura (A).

## Accoglienza

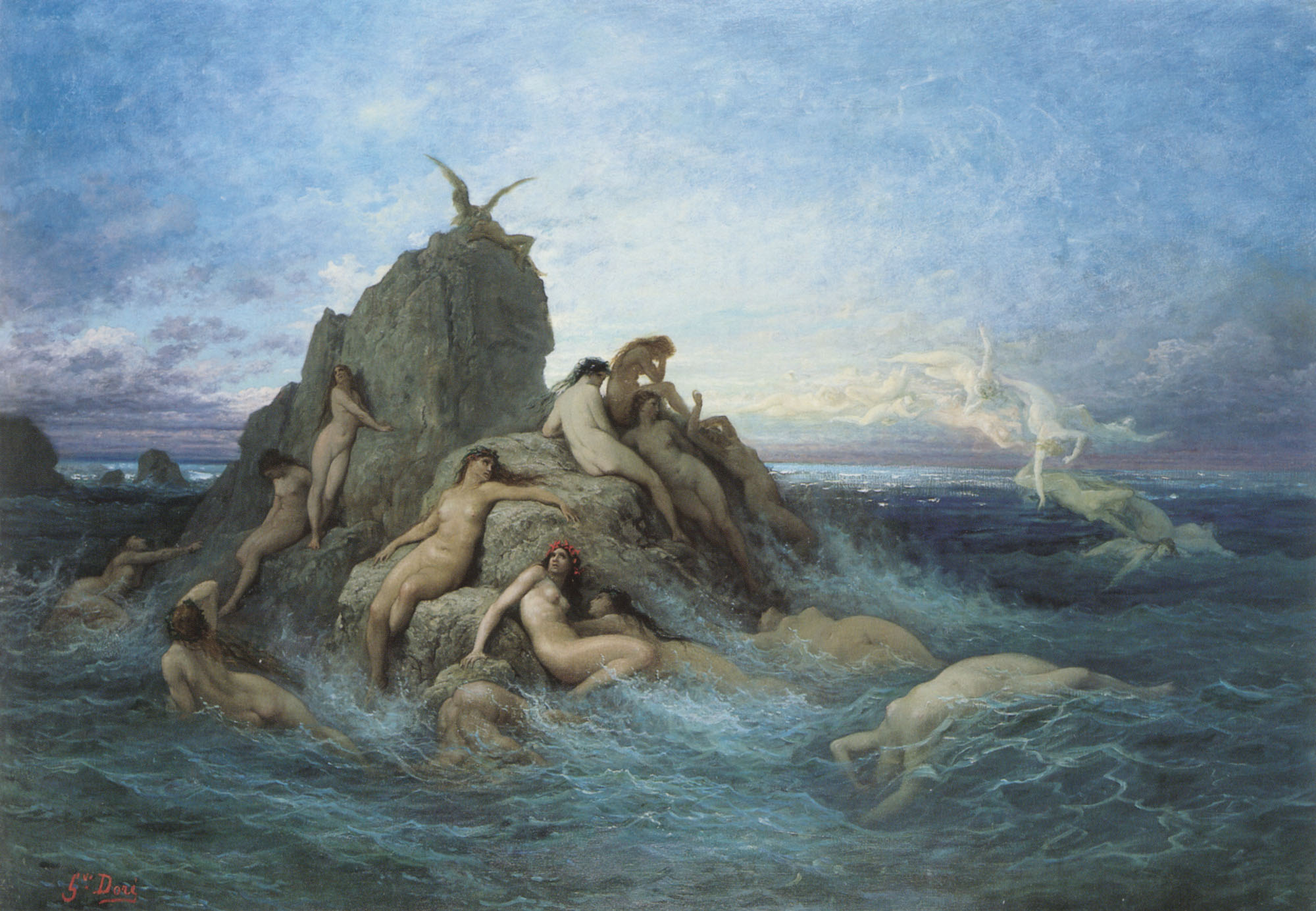
Les Oceanides (Les Naiades de la mer) (1860 ca.), di Gustave Doré, che raffigura le ninfe che abitavano le acque della mitologia greca

L'opinione critica sul merito di Le Oceanidi è stata straordinariamente positiva e oggi il pezzo è annoverato tra i capolavori di Sibelius. Dopo la première del 1914, Olin Downes, critico musicale americano e devoto di Sibelius, descrisse il nuovo lavoro come "la migliore evocazione del mare che sia mai stata prodotta in musica", elogiando il compositore per il suo "straordinario senso della forma, della proporzione e continuità". Downes inoltre valutò il concerto di Sibelius a Norfolk come la terza volta dal 1900 che si era "sentito in presenza di un genio di classe mondiale" (gli altri due erano Richard Strauss nel 1904 e Arturo Toscanini nel 1910). Una recensione non firmata nel New York Tribune (quasi certamente scritta dal critico Henry Krehbiel) trovava il nuovo lavoro "fresco e vitale, pieno di immaginazione e forte nel climax". Continua:
L'influente critico svedese Wilhelm Peterson-Berger, sempre una spina nel fianco di Sibelius e che il compositore una volta aveva deriso come "sua signoria", ebbe bisogno di tre ascolti de Le Oceanidi prima di infiammarsi per il nuovo poema sinfonico: dopo aver ascoltato la Stockholm Concert Society sotto la direzione di Sibelius nel 1923, Peterson-Berger alla fine abbracciò il pezzo. "Le Oceanidi era totalmente e completamente diverso da tre anni fa sotto la direzione di Schnéevoigt", scrisse. "In questo bellissimo poema si è davvero sentito qualcosa del suono del Mar Egeo e di Omero".
Il compositore (ed ex allievo di Sibelius) Leevi Madetoja elogiò ulteriormente la partitura, dopo la revisione, scrivendo in Uusi Suometar nel luglio 1914 che Sibelius, piuttosto che "ripetere all'infinito" lo stile delle sue opere precedenti, aveva ancora una volta mostrato la sua propensione per "rinnovarsi musicalmente ... sempre avanti, cercando nuovi obiettivi". Il critico finlandese Karl Wasenius (leggi BIS), scrivendo su Hufvudstadsbladet dopo le esibizioni per la celebrazione del compleanno del 1915, scrisse approvando la "raffinata padronanza" della tecnica di Sibelius. "Non una sola nota è sprecata per gli effetti sfacciati", Wasenius continuò. "Sono venute fuori ancora cose potenti. Sibelius ci dà l'immensità e la grandezza dell'oceano, il suo potente canto delle onde, ma senza gesti vanagloriosi. È troppo nobile per questo". In Tidning för musik, Otto Anderssen ha interpretato le ultime composizioni di Sibelius (tra cui Le Oceanidi) come un ulteriore indicatore del fatto che era tra i modernisti più lungimiranti: "Sibelius è, credo, un uomo del futuro ... costantemente avanti rispetto ai suoi tempi. Ora si trova su altezze tali dove l'orizzonte si estende su campi che il resto di noi non può ancora vedere". Cecil Gray, inoltre, definisce il pezzo "audace" e applaude "l'eccezionale complessità e raffinatezza" della partitura, che sfida i critici che vedono Sibelius come un "artista primitivo".
Anche i successivi commentatori hanno trovato molto da lodare ne Le Oceanidi. Guy Rickards descrive il poema sinfonico come una "partitura straordinaria", magnifica ed anche sottile nella sua rappresentazione dei vari umori del mare, nondimeno "una musica soffusa dalla luce", mentre Robert Layton vede il pezzo come "molto più ambizioso e altamente organizzato nel progetto musicale "rispetto al suo immediato predecessore, The Bard. Tawaststjerna rileva il successo di Sibelius nel caratterizzare il mare: i "flauti giocosi" che danno vita a Le Oceanidi ma che si sentono "alieni" nella vastità del paesaggio; il "potente moto ondoso" del vento e dell'acqua trasmesso dall'oboe e dal clarinetto su archi ondulati e glissandi di arpa; l'accordo sostenuto dei legni che simboleggia la "distesa illimitata del mare"; e il "poderoso climax" della tempesta, lo schianto dell'onda finale che "supera sempre le aspettative". Il compositore finlandese Kalevi Aho ha sostenuto la versione in re bem. magg. di Yale, sentendo come se il pezzo perdesse "qualcosa di essenziale" in termini di colore orchestrale in re maggiore: "Il tono orchestrale in re bem. magg. è velato, in qualche modo misterioso e impressionista. Rispetto ad esso, il re maggiore suona più chiaro, ma anche più efficace". Il direttore Osmo Vänskä ha notato anche la differenza tra le due chiavi, confrontando la versione in re bem. maggiore della musica con un "grande lago" e quella in re maggiore con un "potente oceano".

## Analisi

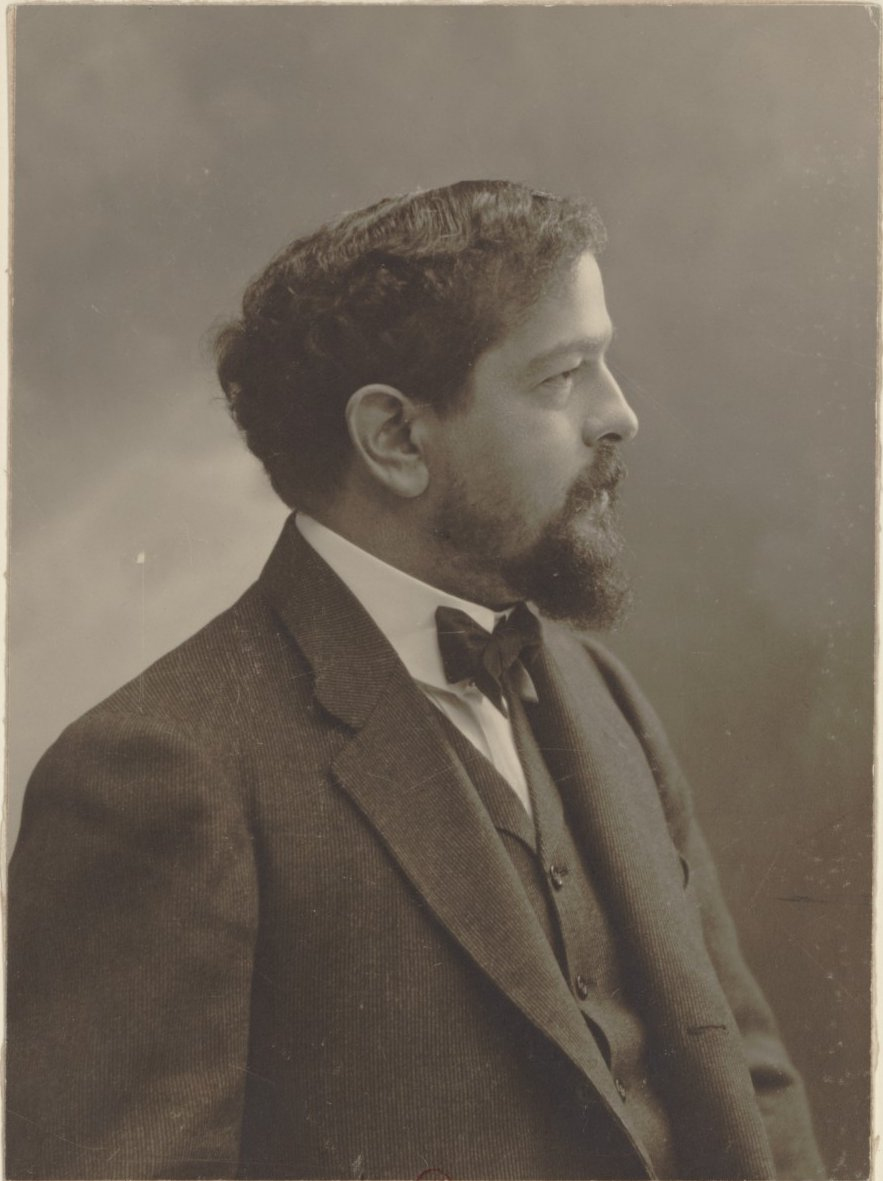
Il compositore impressionista francese Claude Debussy (1905 circa), la cui composizione La mer viene talvolta usata come punto di riferimento per l'analisi de Le Oceanidi

### Relazioni con l'Impressionismo

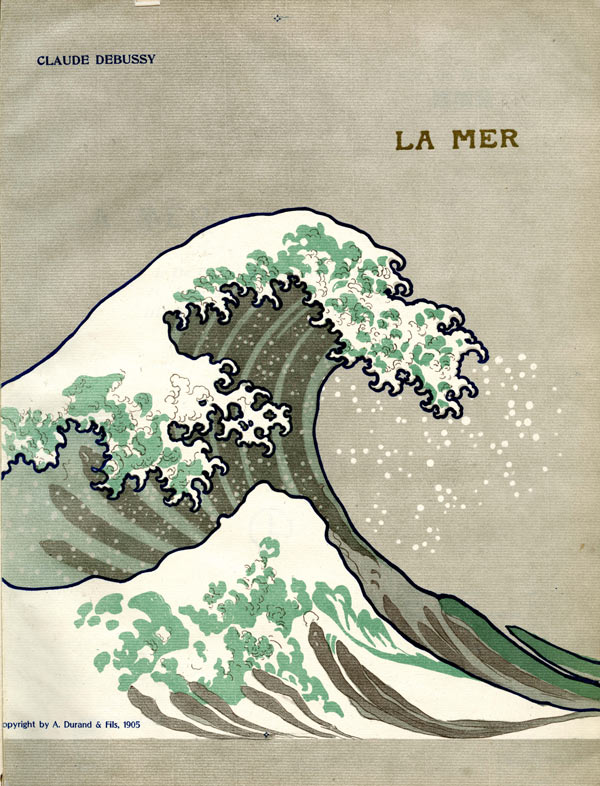
L'edizione del 1905 di La mer di Debussy

Stilisticamente molti commentatori hanno descritto Le Oceanidi come fortemente impressionista, in particolare facendo confronti con La mer di Debussy. Harold Johnson, per esempio, scrive che i temi e l'orchestrazione del brano, con tremoli smorzati negli archi e glissandi delle arpe, "recano più di una somiglianza superficiale" allo stile di Debussy. Suggerisce inoltre che Sibelius potrebbe aver temuto che il suo titolo originale, Rondeau der Wellen, fosse "troppo vicino a Debussy". Gray, che definisce la tecnica orchestrale de Le Oceanidi "sorprendentemente diversa" da qualsiasi altra cosa nell'opera di Sibelius, sottolinea che il lavoro è tutt'altro che "derivato". Piuttosto, sostiene che Sibelius sviluppa e rivoluziona la tecnica impressionista francese, rendendola "interamente sua e non semplicemente un riflesso o una distorsione di Debussy". Gray continua:
Pur ammettendo la sensazione impressionistica di Le Oceanidi, Nils-Eric Ringbom avverte che il confronto con Debussy non dovrebbe essere spinto troppo lontano. Mentre nelle opere di Debussy "raramente c'è qualcosa che cresce tematicamente o subisce uno sviluppo" ed invece meraviglia l'ascoltatore con "la sua padronanza nel rendere gli stati d'animo sognanti, passivi e le emozioni fugaci e trattenute", Sibelius attribuisce "troppo peso allo sviluppo logico delle sue idee musicali per farle ... sfarfallare nella vuota insignificanza dell'instabilità tematica"; in altre parole, insiste sul fatto che "l'atmosfera dello sfondo non inghiotte né l'azione né la struttura". L'impressionismo di Sibelius è quindi "di gran lunga molto più ... attivo" di quello di Debussy.
Altri commentatori hanno messo in guardia contro la conclusione che Le Oceanidi sia un esempio di impressionismo, o in qualche modo stilisticamente in debito con Debussy. Tawaststjerna, ad esempio, ritiene che "l'ancoraggio nell'armonia maggiore-minore e l'uso relativamente parsimonioso delle formule modali ed esatonali" indichi che il poema sinfonico "appartiene al mondo del tardo romanticismo", nonostante il carattere impressionistico della sua trama, il vocabolario armonico e gli schemi ritmici. Anche Hurwitz ha criticato la "ruggente cataratta delle assurdità nella letteratura su Sibelius" sull'influenza degli impressionisti francesi sul compositore. "Problemi musicali simili spesso producono soluzioni simili", osserva Hurwitz. "In questo caso, qualsiasi ritratto sinfonico dell'oceano è tenuto a fare più affidamento sulla trama e sul colore che sulla melodia vocale, per la semplice ragione che l'oceano non è una persona e non canta ... né si presta ad ... [un] approccio antropomorfico ... ". Layton rileva la presenza di "normali procedure e tecniche sibeliane" in Le Oceanidi, respingendo qualsiasi debito importante nei confronti di Debussy. "La sua crescita dalle battute di apertura in avanti è profondamente organica", scrive Layton. "E la sua apparente indipendenza dal resto del lavoro di Sibelius si manifesta solo a un livello superficiale".

### Relazione conBarden(The Bard)
Le Oceanidi risalgono agli appunti per una suite in tre movimenti per orchestra in mi bem. magg. che Sibelius probabilmente aveva iniziato nel 1913; oggi sopravvivono solo il n. 2 (Tempo moderato) e il n. 3 (Allegro). Andrew Barnett ha fatto ipotesi sul luogo in cui trovasse il primo movimento perduto dalla suite pre-Oceanidi. Anche se è probabile che il numero iniziale sia stato mal riposto o distrutto dal compositore, Barnett sostiene che quattro pezzi di "prove circostanziali" indicano che il movimento è sopravvissuto, anche se in forma diversa, come il poema sinfonico Barden, scritto nel 1913 e rivisto il l'anno seguente:
1. Mancano le prime 26 pagine (numerate) del manoscritto per la suite pre-Oceanidi; supponendo che la prima pagina fosse riservata per il titolo, ciò significa che il primo movimento mancante probabilmente consisteva in 25 pagine. È importante sottolineare che la bella copia della versione finale di Barden ha circa la stessa lunghezza (26 pagine).[60]
2. L'orchestrazione di Barden e il secondo e il terzo movimento sopravvissuti della suite sono "praticamente identici" l'uno all'altro, impiegando una piccola orchestra "notevolmente meno stravagante" di quelle utilizzate in entrambe le versioni in re bem. magg. o in re magg. de Le Oceanidi.[60]
3. Gli editori di Sibelius, Breitkopf & Härtel, pensavano che Barden fosse meglio come primo movimento di una suite, piuttosto che un pezzo da concerto indipendente. Sibelius vacillò avanti e indietro, accettando dapprima di riforgiare il pezzo come una "fantasia in due parti, o una Intrada e Allegro", e poi come un trittico nel giugno del 1913, prima di decidere, tra luglio e agosto, che Barden doveva restare una composizione indipendente.[60][61]
4. Il materiale tematico del secondo movimento della suite (che non si trova nella versione finale di Le Oceanidi) è strettamente correlato a un brano per pianoforte solista chiamato Till trånaden (Per brama, JS 202). Supponendo che Barden sia stato ispirato dall'omonimo poeta finlandese JL Runeberg (verso la fine della sua vita, Sibelius negò qualsiasi connessione con Runeberg),[62] nel primo volume della "Raccolta di Opere" del poeta il titolo Till trånaden appare una o due pagine dopo Barden, è ciò avvalora l'idea di un collegamento tra Barden e la suite.[60]

## Discografia
Nonostante la sua "bellezza inquietante", Le Oceanidi è stata meno registrata rispetto ai più famosi poemi sinfonici di Sibelius come En saga, Il cigno di Tuonela e Tapiola. La prima incisione di Le Oceanidi fu fatta nel 1936 con Sir Adrian Boult alla direzione della BBC Symphony Orchestra, una esecuzione notevolmente più veloce della media. Le prime registrazioni della versione di Yale (7:25) e della suite pre-Oceanidi (n. 2 Tempo moderato, 2:42; n. 3 Allegro, 4:35) sono di Osmo Vänskä e la Lahti Symphony Orchestra con l'etichetta BIS ( BIS-CD-1445, Rondo of the Waves.); entrambe sono state registrate nel gennaio 2003. L'album è stato presentato con notevole successo. Andrew Clements di The Guardian ha etichettato il disco come il migliore del 2003, rilevando che le prime versioni di Le Oceanidi hanno permesso all'ascoltatore di vedere "la meccanica del genio musicale messa a nudo". Nel 2015 Sakari Oramo e la BBC Symphony Orchestra hanno  registrato la versione di Yale. del poema sinfonico (9:44) alla Barbican Hall; questa registrazione è disponibile su BBC Music Magazine a partire da novembre 2019 ( BBCMM441.).
| Direttore            | Orchestra                                  | Registrato | Luogo                   | Durata | Disponibile su                                                                   |
| -------------------- | ------------------------------------------ | ---------- | ----------------------- | ------ | -------------------------------------------------------------------------------- |
| Sir Adrian Boult (1) | BBC Symphony Orchestra                     | 1936       | Abbey Road Studios      | 7:54   | Dutton Vocalion ( CDBP 9771.)                                                    |
| Sir Thomas Beecham   | Royal Philharmonic Orchestra               | 1955       |                         | 10:20  | EMI Classics (09693).                                                            |
| Eugene Ormandy (1)   | Philadelphia Orchestra                     | 1955       |                         | 8:24   | Pristine Audio (PASC 205) (archiviato dall'url originale il 19 giugno 2015).     |
| Eugen Jochum         | Bavarian Radio Symphony Orchestra          | 1955       |                         | 8:51   | Deutsche Grammophon (4775484) (archiviato dall'url originale il 18 agosto 2016). |
| Sir Adrian Boult (2) | London Philharmonic Orchestra              | 1956       | Walthamstow Town Hall   | 9:08   | SOMM Records ( SOMMCD093.)                                                       |
| Antal Doráti         | London Symphony Orchestra                  | 1969       |                         | 10:11  | EMI Classics (724358578522).                                                     |
| Paavo Berglund (1)   | Bournemouth Symphony Orchestra             | 1972       |                         | 10:51  | EMI (EMI 2176742).                                                               |
| Eugene Ormandy (2)   | Philadelphia Orchestra                     | 1976       |                         | 10:29  | RCA Red Seal (38124) (archiviato dall'url originale il 26 giugno 2020).          |
| Alexander Gibson     | Royal Scottish National Orchestra          | 1977       | Glasgow City Halls      | 10:40  | Chandos ( CHAN8395.)                                                             |
| Sir Simon Rattle     | City of Birmingham Symphony Orchestra      | 1984       | Warwick Arts Centre     | 10:31  | EMI Classics ( CDM 7 64119 2.)                                                   |
| Neeme Järvi (1)      | Orchestra Sinfonica di Göteborg            | 1984       | Gothenburg Concert Hall | 10:15  | BIS ( BIS-CD-263 (archiviato dall'url originale il 26 giugno 2020).)             |
| Paavo Berglund (2)   | Orchestra Filarmonica di Helsinki          | 1986       |                         | 8:28   | EMI Classics (0724347695155) (archiviato dall'url originale il 24 giugno 2020).  |
| Jukka-Pekka Saraste  | Orchestra sinfonica della radio finlandese | 1987       |                         | 9:49   | RCA Red Seal (74321886852).                                                      |
| Vassily Sinaisky     | orchestra Filarmonica di Mosca             | 1991       | Mosfilm Studios         | 9:04   | Brilliant Classics (BC9212).                                                     |
| Neeme Järvi (2)      | Orchestra Sinfonica di Göteborg            | 1995       |                         | 10:23  | Deutsche Grammophon (4775522).                                                   |
| Andrew Davis         | Orchestra Filarmonica Reale di Stoccolma   | 1996       | Stockholm Concert Hall  | 8:55   | Apex ( 09274 06202.)                                                             |
| Leif Segerstam       | Helsinki Philharmonic Orchestra            | 1998       | Hyvinkaa Hall           | 11:15  | Ondine ( ODE914-2 (archiviato dall'url originale il 10 giugno 2020).)            |
| Colin Davis          | London Symphony Orchestra                  | 1998       | Walthamstow Town Hall   | 10:57  | RCA Red Seal ( 82876-55706-2.)                                                   |
| Petri Sakari         | Orchestra Sinfonica Islandese              | 2000       | Háskólabíó              | 10:18  | Naxos ( 8.555299.)                                                               |
| Osmo Vänskä          | Lahti Symphony Orchestra                   | 2000       | Sibelius Hall           | 10:03  | BIS ( BIS-CD-1225 (archiviato dall'url originale il 14 agosto 2022).)            |
| Sir Mark Elder       | Hallé Orchestra                            | 2006       | BBC Studio 7            | 10:23  | Hallé ( CDHLL7516.)                                                              |
| Colin Davis          | London Symphony Orchestra                  | 2008       | Barbican Centre         | 11:58  | LSO Live ( LSO0675.)                                                             |
| Edward Gardner       | Orchestra Filarmonica di Bergen            | 2016       | Grieg Hall              | 10:03  | Chandos ( CHSA5178.)                                                             |
| Thomas Søndergård    | BBC National Orchestra of Wales            | 2017       | BBC Hoddinott Hall      | 9:47   | Linn ( CKD 566.)                                                                 |

### Osservazioni
1. ↑  Parker era a conoscenza del lavoro di Sibelius; all'inizio dell'anno, aveva richiesto Sibelius per comporre Three Songs for American Schools, JS 199: n. 1: Autumn Song, per soprano, contralto e piano; n. 2: The Sun upon the Lake is Low, per coro misto a cappella e n. 3: A Cavalry Catch, per voci maschili all'unisono e pianoforte.[5]
2. ↑  In un secondo momento Sibelius annotò a matita "Frammenti da una suite per orchestra 1914/Predecessore di Le Oceanidi" sul frontespizio della suite.[9]
3. ↑  Alla sua partenza dall'America a giugno Sibelius lasciò questa versione del poema sinfonico con Stoeckel, come segno della sua gratitudine per la generosità del suo ospite; alla morte di Stoeckel, il manoscritto alla fine fu depositato alla Yale University.[10]
4. ↑  Aallottaret viene di solito tradotto in inglese in modo vario come Nymphs of the Waves[16][17][18] o Spirits of the Waves;[19][20][21] Pare che Sibelius abbia preso in prestito il termine dal romanzo epico Nazionale finlandese, Kalevala, parola radice aallotar, o dea del mare'.[22]
5. ↑  Sibelius fu "profondamente commosso" dall'orchestra che suonava l'inno nazionale finlandese, e disse a Stoeckel: "La Finlandia ringrazia te e tua moglie. Considero il canto di questo inno come un onore non per me ma per la mia terra natale".[29]
6. ↑  Il resto della visita americana di Sibelius includeva un viaggio a New York City (dove incontrò l'ex presidente degli Stati Uniti William Howard Taft), un'escursione alle Cascate del Niagara, alla Yale University Encaenia, e un banchetto in suo onore, al quale parteciparono alcuni dei più importanti compositori d'America, tra cui Henry Hadley, George Chadwick, Frederick Converse e Charles Loeffler.
7. ↑  Come ducato di Russia, la Finlandia era ufficialmente allineata contro la Germania, sebbene Sibelius guardasse personalmente favorevolmente a Germania ed Austria, avendole conosciute quando era studente negli anni 1890.[30]
8. ↑  La sede originale, il Teatro Nazionale Finlandese, fu abbandonata a causa delle preoccupazioni per l'acustica.[36]
9. ↑  Nel corso degli anni, Peterson-Berger aveva attaccato la Quarta Sinfonia, il Concerto per violino, Pelléas et Mélisande, Driaden, Nightride and Sunrise, ma aveva elogiato la Seconda Sinfonia e Pohjola's Daughter.[44][45]